# Aphelotoma tasmanica
Aphelotoma tasmanica là một loài côn trùng cánh màng trong họ Ampulicidae, thuộc chi Aphelotoma. Loài này được Westwood miêu tả khoa học đầu tiên năm 1841.

## Phân loài
- Aphelotoma tasmanica tasmanica, Westwood, 1841[2]
- Aphelotoma tasmanica auriventris, R. Turner, 1907[3]